# Министр иностранных дел Австрийской империи и Австро-Венгрии
Министр иностранных дел Габсбургской монархии, Австрийской империи и Австро-Венгерской империи — пост министра, отвечающего за внешнюю политику династии Габсбургов с 1720 по 1918. В XVIII и начале XIX веках должность назвалась государственный канцлер, позднее она совмещалась с должностью первого министра или министра-президента. С образованием дуалистической монархии появилась должность министра иностранных дел Австро-Венгрии.

## Министры иностранных делГабсбургской монархиив1720—1804
1. Зинцендорф, Филипп Людвиг Венцель — (1720—1742);
2. Антон Корфиц фон Ульфельдт — (1742—1753);
3. граф Венцель Антон фон Кауниц-Ритберг — (13 мая 1753 — август 1792);
4. граф Филипп фон Кобенцль — (август 1792 — 27 марта 1793);
5. барон Франц Мария фон Тугут — (27 марта 1793 — сентябрь 1800);
6. граф Фердинанд фон Трауттмансдорф — (сентябрь 1800—1801);
7. граф Людвиг фон Кобенцль (1801 — 11 августа 1804);

## Министры иностранных делАвстрийской империив1804—1867
1. граф Людвиг фон Кобенцль — (11 августа 1804 — 25 декабря 1805);
2. Иоганн Филипп Штадион, граф фон Вартхаузен — (25 декабря 1805— 4 октября 1809);
3. князь Клеменс Венцель фон Меттерних-Виннебург — (4 октября 1809 — 13 марта 1848);
4. граф Карл Людвиг фон Фикельмон — (13 марта — 19 мая 1848);
5. барон Иоганн фон Вессенберг-Ампринген — (19 мая — 21 ноября 1848);
6. князь Феликс цу Шварценберг — (21 ноября 1848 — 5 апреля 1852);
7. граф Карл Фердинанд фон Буоль-Шауэнштейн — (11 апреля 1852 — 21 августа 1859);
8. граф Иоганн Бернгард фон Рехберг-унд-Ротенлёвен — (21 августа 1859 — 27 октября 1864);
9. граф Александр фон Менсдорф-Пули (27 октября 1864 — 30 октября 1866);
10. барон Фридрих Фердинанд фон Бейст — (30 октября 1866 — 24 декабря 1867);

## Министры иностранных делАвстро-Венгриив1867—1918
1. граф Фридрих Фердинанд фон Бейст — (24 декабря 1867 — 14 ноября 1871);
2. граф Дьюла Андраши старший — (14 ноября 1871 — 8 октября 1879);
3. барон Генрих Карл фон Хаймерле — (8 октября 1879 — 20 ноября 1881);
4. граф Густав Кальноки — (20 ноября 1881 — 16 мая 1895);
5. граф Агенор Голуховский — (16 мая 1895 — 24 октября 1906);
6. граф Алоиз Лекса фон Эренталь — (24 октября 1906 — 17 февраля 1912);
7. граф Леопольд фон Берхтольд — (17 февраля 1912 — 13 января 1915);
8. барон Иштван фон Буриан фон Райеж — (13 января 1915 — 22 декабря 1916);
9. граф Оттокар Чернин — (22 декабря 1916 — 16 апреля 1918);
10. барон Иштван фон Буриан фон Райеж — (16 апреля — 24 октября 1918);
11. граф Дьюла Андраши младший — (24 октября — 2 ноября 1918);
12. барон Людвиг фон Флотов — (2 — 12 ноября 1918).

## Руководитель ликвидируемого министерства иностранных дел
- Людвиг фон Флотов — (12 ноября 1918 — 8 ноября 1920).